# Römisch-katholische Kirche in Mali
Die römisch-katholische Kirche in Mali ist Teil der weltweiten römisch-katholischen Kirche.

## Organisation
1,86 % der Malier, ca. 275.000, sind Katholiken.
Apostolischer Nuntius in Mali ist seit 2. Februar 2022 Erzbischof Jean-Sylvain Emien Mambé.
Die römisch-katholische Kirche in Mali ist in ein Erzbistum und fünf dazugehörende Suffraganbistümer gegliedert. Insgesamt hat Mali sechs Bischöfe, 45 Kirchengemeinden, 127 Diözesan-, 55 Ordenspriester, 5 Laienmissionare, 1.008 Katecheten sowie 116 Missionsstationen ohne residierenden Priester.

## Bistümer in Mali
- Erzbistum Bamako
  - Bistum Kayes
  - Bistum Mopti
  - Bistum San
  - Bistum Ségou
  - Bistum Sikasso